# Cerovec (Šentjur, Slovenija)
Cerovec je naselje u slovenskoj Općini Šentjuru. Cerovec se nalazi u pokrajini Štajerskoj i statističkoj regiji Savinjskoj. 

## Stanovništvo
Prema popisu stanovništva iz 2002. godine naselje je imalo 143 stanovnika.